# Peter Kullgren

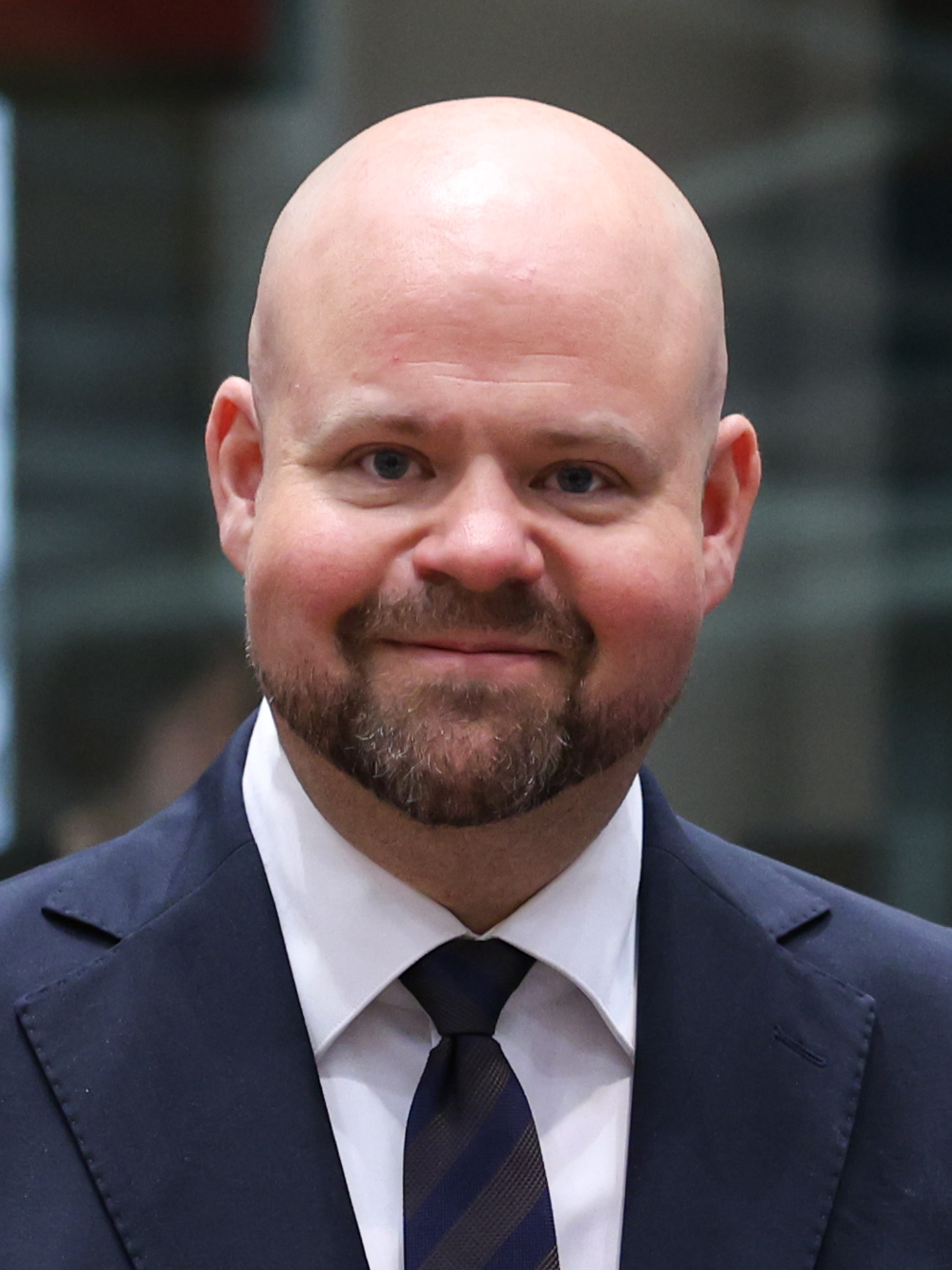
Peter Kullgren (2025)

Kent Peter Kullgren (Geburtsname: Kent Peter Karlsson; * 17. Mai 1981 in Forshaga, Värmlands län) ist ein schwedischer Politiker der Christdemokraten (Kristdemokraterna), der seit dem 18. Oktober 2022 Minister für den ländlichen Raum und Infrastruktur in der Regierung Kristersson ist.

## Leben
Kent Peter Kullgren besuchte von 1997 bis 2000 das Nobel-Gymnasium und begann sein politisches Engagement für die Christdemokraten KD (Kristdemokraterna) in der Kommunalpolitik zwischen 2005 und 2007 als Vorsitzender der KD-Fraktion im Rat der Gemeinde Karlstad. Er war zwischen 2010 und 2017 Beigeordneter und von 2010 bis 2014 zunächst stellvertretender Vorsitzender und daraufhin zwischen 2014 und 2017 Vorsitzender des Verwaltungsvorstandes der Gemeinde Karlstad. Im Anschluss fungierte er von 2017 und 2018 als stellvertretender Generalsekretär sowie zugleich als Wahlkampfmanager der Christdemokraten. 2018 löste er Acko Ankarberg Johansson als Generalsekretär der Kristdemokraterna ab und bekleidete diese Funktion bis 2022, woraufhin Johan Ingerö seine Nachfolge antrat.
Am 18. Oktober 2022 wurde Kullgren Minister für den ländlichen Raum und Infrastruktur (Landsbygds- och infrastrukturminister) in der Regierung Kristersson und ist damit zuständig für die Bereiche ländliche Gebiete, Lebensmittel-, Land- und Wasserindustrie.
Er ist verheiratet und hat ein Kind.